# 史鑑
史鑑（1468年—？），字公甫，直隶苏州府長洲縣人，民籍，明朝政治人物。

## 生平
應天府鄉試第一百二十名舉人。弘治十二年（1499年）中式己未科會試第二十七名，二甲第五十二名進士。官監察御史。

## 家族
曾祖史通一；祖史综；父史順。母丘氏。具庆下。兄史銘。